# Funiculaire du Gurten
Le funiculaire du Gurten, appelé en allemand Gurtenbahn relie depuis 1899 le quartier bernois de Wabern au sommet de la colline du Gurten.

## Historique
Le premier voyage s'est effectué le 12 septembre 1899. À l'origine Elektrische Gurtenbahn (EGB), la raison sociale a changé le 2 avril 1927 pour devenir Gurtenbahn (GB).
C'est aujourd'hui le principal accès au festival du Gurten, il est situé dans la zone Libero 101.

## Technique
Il a toujours comporté deux voitures, l'avalante faisant contrepoids pour tracter plus facilement la montante. Dès l'origine à traction électrique, la machinerie est située dans la gare supérieure.

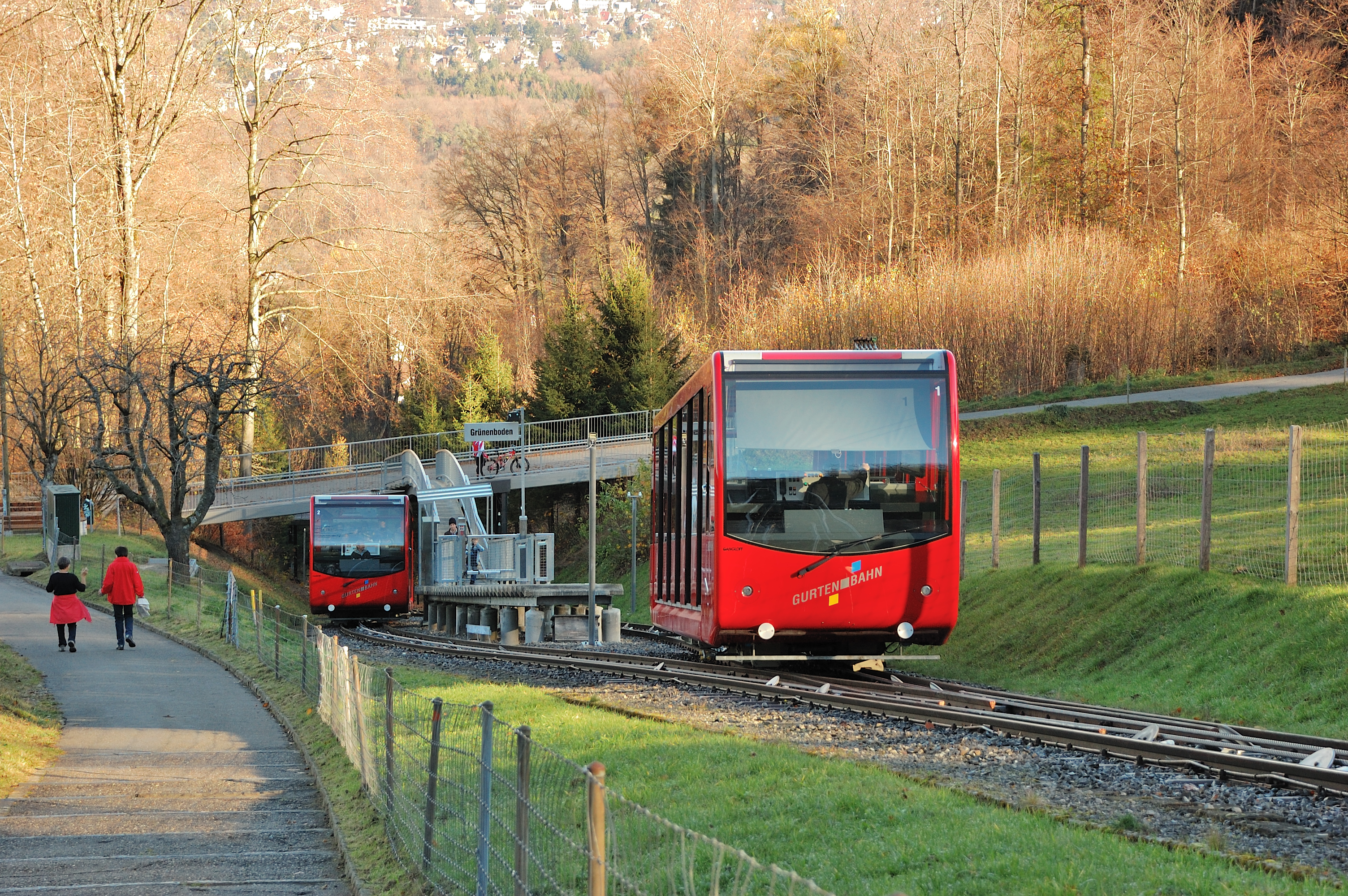
Croisements des voitures à la station intermédiaire Grünenboden

### Données techniques[2]
- Longueur exploitée : 1 062 mètres
- Longueur totale : 1 045 mètres
- Dénivelé : 260 mètres
- Rampe : de 198 à 330 ‰
- Écartement des rails : 1 000 mm
- Vitesse maximale : 8 mètres par seconde
- Constructeurs : Von Roll Doppelmayr

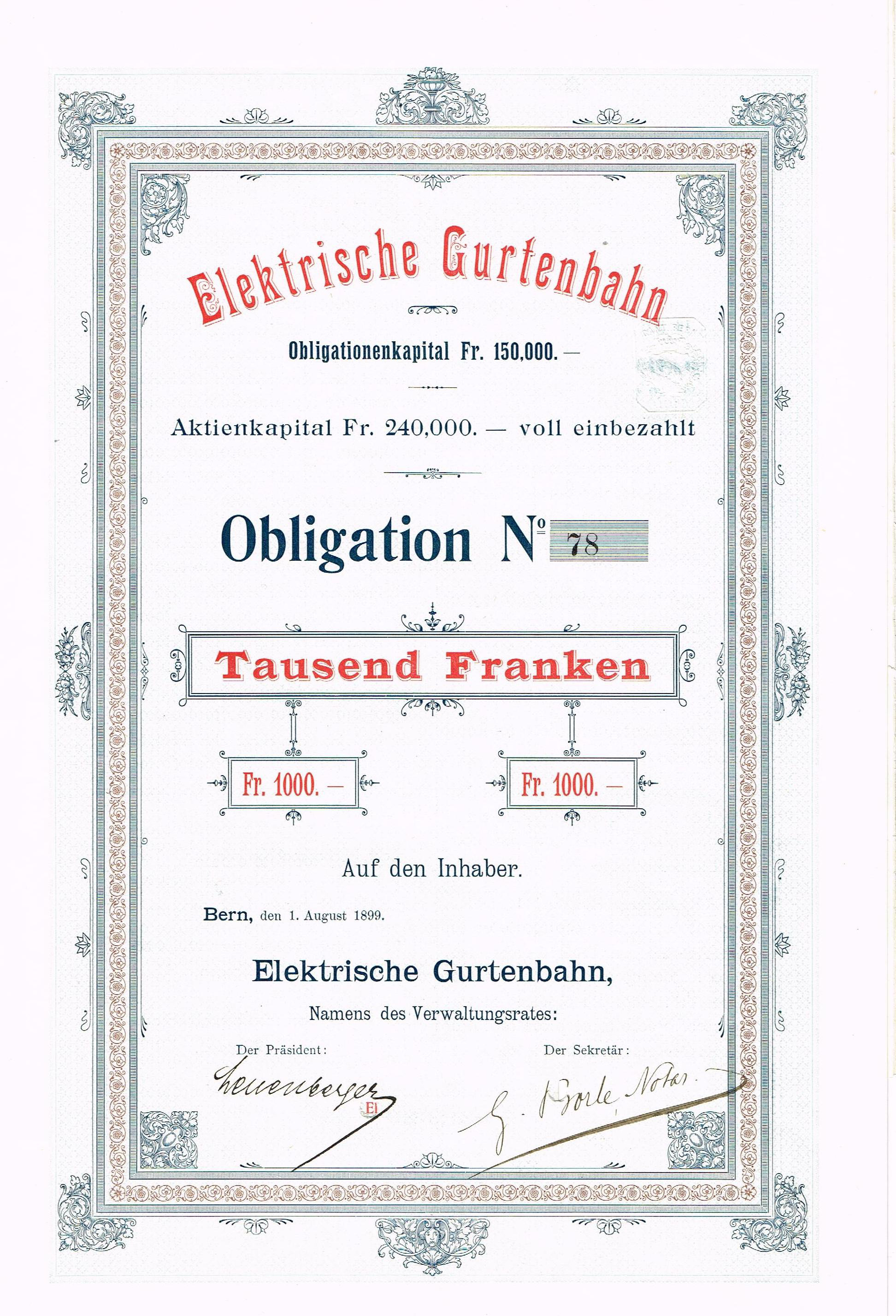
Obligation de la compagnie Elektrische Gurtenbahn en date du 1. Août 1899